# Mareczky István
Mareczky István, becenevei Totó, Import, Zsír (Budapest, 1953. június 18. – 2024. július 29.) magyar dobos, a P. Mobil tagja.

## Pályafutása
Zenészi pályafutását az Operettszínházban kezdte, elsősorban megélhetési megfontolásokból. Onnan 1978-ban került a P. Mobilba, amikor Pálmai Zoltán sorkatonai szolgálatát töltötte. Sikerült annyira megtalálnia a helyét az együttesben, hogy Pálmai leszerelésekor szavazásra bocsátották, ki legyen a dobos, és a tagság Mareczky maradása mellett döntött. Így vele készültek a P. Mobil első kis- és nagylemezei. Schuster Lóránttal együtt szerepelt a Kopaszkutya című filmben, a Colorado együttesből távozó dobost alakítva (érdekesség, hogy a filmbeli utóda Pálmai lett, miközben a valóságban a P. Mobil dobos posztján éppen fordítva történt a váltás).
1983 augusztusában váratlanul Ausztráliába disszidált, társaival már csak Németországból telefonálva közölte a hírt. Négy alkalommal tért haza, először évtized végén, ekkor közreműködött a Bencsik Sándor Emlékzenekarban. Másodszor 1993-ban jött Magyarországra, ekkor részt vett a P. Mobil visszatérésében. Második tagsága azonban csak rövid ideig tartott, 1994-ben ismét elhagyta az országot. Harmadik, 2007 őszi látogatása alkalmából indult a P. Mobil – Tunyogi évek turné, amely azonban Tunyogi Péter rosszulléte miatt a vártnál hamarabb ért véget. 
2013 júniusában Budapesten, 60. születésnapja alkalmából közreműködött a P. Mobil koncertjén a Városligeti Sörsátorban. A rendezvényen játszott a Bajnok Rock Team is. Utoljára 2017 nyarán két alkalommal játszott együtt a P. Mobillal, az augusztusi Várkert Bazár koncerten és szeptember elején a Kincsem Parkban tartott Rockfesztiválon.

## Diszkográfia
- Kétforintos dal / Menj tovább 1978 (SP) (stúdió)
- Forma-1 / Utolsó cigaretta 1979 (SP) (1978-as koncertfelvétel)
- Miskolc / Csizma az asztalon 1980 (SP) (1979-es koncertfelvétel / stúdió)
- Mobilizmo 1981 (LP / CD) (stúdió) (a 2003-as CD kiadás bónusz kislemezdalokkal és demófelvételekkel jelent meg)
- Heavy Medal 1983 (LP / CD) (stúdió) (a 2003-as CD kiadás bónusz kislemezdalokkal és demófelvételekkel jelent meg)
- Stage Power 1993 (2CD) (válogatás – az első három album agyaga) (két dal eltérő változatban: a Honfoglalás és a Pokolba tartó vonat)
- Ez az élet, Babolcsai néni! 1994 (CD) (stúdió)
- Worst of P. Mobil 1994 (2MC / CD) (1994-es koncertfelvétel) (a CD változat hat dallal rövidebb)
- Rest of P. Mobil 1995 (CD) (1994-es koncertfelvételen játszik Mareczky)
- A zöld, a bíbor és a fekete 1995 (CD) (válogatás) (Bencsik Sándor-emléklemez, két dalban hallható a P. Mobil – egy 1980-as koncertfelvételen hallható Mareczkyvel a P. Mobil)
- Az első nagylemez '78 1998 (CD) (1978-as koncertfelvétel)
- Múlt idő 1973-1984 2003 (CD) (demó és koncertfelvételek) (Az Örökmozgó lettem című P. Mobil könyv 1. CD-melléklete)
- Fekete bárány koncert 2003 (CD + DVD) (1980-as koncertfelvétel + dokumentumfilm)
- Magyar fal 2004 (2CD + DVD) (1983-as koncertfelvétel + koncert-dokumentumfilm) (a koncert CD és DVD változatának műsora eltérő)
- Múlt idő 1985-2007 2009 (mp3 / promó CD) (koncertfelvételek) (Az Örökmozgó lettem című P. Mobil könyv 2. CD-melléklete)